# Simon Hermann Nonnen

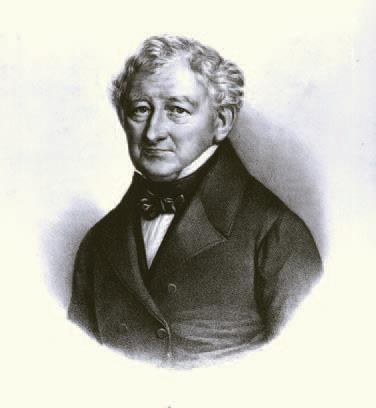
Simon Hermann Nonnen, Lithographie von Wilhelmine Suhrlandt

Simon Hermann Nonnen (* 4. Februar 1777 in Bremen; † 23. Januar 1847 in Bremen) war ein Jurist, Bremer Senator und Bremer Bürgermeister.

## Biografie
Nonnen war der Sohn des Predigers Hermann Nonnen (1738–1781) und der Tochter eines Syndicus Margarethe Nonnen, geb. von Post. Er war verheiratet mit der Bürgermeistertochter Anna Lampe und in zweiter Ehe mit der Bürgermeistertochter Gesa Lampe.
Er absolvierte ab 1795 das Gymnasium Illustre in Bremen. Nach dem Abitur studierte er ab 1796 Rechtswissenschaften an der Universität Göttingen und promovierte 1800 oder 1802 zum Dr. jur.
Bereits 1803, also mit 26 Lebensjahren, wurde er Ratsherr bzw. Senator in Bremen. Er war als Assessor beim Nieder- und Gastgericht (Zivilgericht) in der Bremer Neustadt tätig und Morgensprachherr (Aufsicht über Ämter). Er nahm die Aufgaben eines Akzise-Herrn (städtische Steuer) und die Direktion des Armenhauses wahr, verbunden mit der Inspektion des Armeninstituts und der Schoßerhebung (Vermögenssteuer). In der Bremer Franzosenzeit wirkte er von 1811 bis 1813 als Adjunkt bzw. Maire-Adjoint (Beigeordneter Bürgermeister).
Ab 1813 war Nonnen wieder Senator und in seinem Amt einer der aktivsten und erfolgreichsten Senatoren. Er leitete die 1817 gegründete Wegebaudeputation, die u. a. den Ausbau der Chausseen betrieb und als Vorgänger des Straßenbauamtes gesehen werden kann. Am 23. Februar 1822 wurde er Bremer Bürgermeister und blieb es bis zu seinem Tod. Er nahm eine Fülle von Aufgaben und Ämter wahr, als Aufsicht über die Catasteroberinspektion, dem Armen- und Mannhause, dem Rembertihospital, den St. Nicolai-, St. Petri- und St. Jacobi-Witwenhäusern, der Münze, dem Zuchthaus und dem Gefängnis etc. Am 23. Juni 1825 wurde auf Initiative von Nonnen die Sparkasse Bremen gegründet. 1838 nahm er das Amt des Präsidenten des Senats wahr.
Der Nonnenberg, ein Sandhügel seines Gutes in Oslebshausen, den er der Stadt schenkte und die Straße Am Nonnenberg wurden nach ihm benannt.